# Квінт Фуфій Кален
Квінт Фуфій Кален (Quintus Fufius Calenus; ? — 40 до н. е.) — політичний та військовий діяч Римської республіки, консул 47 року до н. е.

## Життєпис
Походив з плебейського роду Фуфієв. У 62 році захищав Публія Клодія Пульхра під судового процесу щодо подій на святі Бона Деа.
У 61 році до н. е. обрано народним трибуном. У 59 році до н. е. став претором. Запропонував законопроєкт стосовно голосування сенаторів, вершників окремо. У 52 році до н. е. був обвинувачем у справі вбивства Клодія. Завдяки цього народний трибун Мілон був засуджений на вигнання з Риму.
З 51 року як легат Гая Цезаря брав участь у Галльській війні. Підтримав останнього з початком боротьби за владу з Гнеєм Помпеєм. У 49 році до н. е. керував провінцією Ближня Іспанія.
У 48 році до н. е. повернувся до Риму. У 47 році до н. е. був обраний консулом разом з Публієм Ватінієм. У 44 році до н. е. після вбивства Цезаря підтримав Марка Антонія. Був його легатом у Цізальпійській Галлії, командував 11 легіонами. Не наважився втрутитися у Перузійську війну. Помер у 40 році до н. е., коли готувався атакувати Октавіана Августа.

## Родина
- Квінт Фуфій Кален